# 第12坦克營 (烏克蘭)
第12坦克營是烏克蘭地面部隊的裝甲部隊，該營位於洪恰里夫斯凯。

## 歷史

### 創建
第12坦克營於2017年底開始組建，後來在部隊改革中擴大了部隊規模。
2019年6月12日，烏克蘭北方作戰指揮部對外宣布正在洪恰里夫斯凯組建一個新的獨立坦克營。並會與第1坦克旅駐紮在同一個城鎮。同年6月25日及7月3日，軍方分別在基輔-斯維亞托申區 和烏曼 舉行了招聘活動。隨後，第12坦克營從第1坦克旅和儲備武器庫接收了T-64坦克，並被指派到切爾尼戈夫州防守北部地區(在第61獵兵步兵旅的支援下)。

## 指揮官
- 卡普坦·亞歷山大 (Kaptan Oleksandr) 少校 2019年 - 2021年5月9日
- 哈斯帕里安·謝爾希 (Hasparian Serhiy) 少校 2021年5月9日 - 現在